# Велька Трня
Велька Трня (словац. Veľká Tŕňa) — село в окрузі Требішов Кошицького краю Словаччини. Площа села 14,11 км². Станом на 31 грудня 2016 року в селі проживало 447 жителів.
В селі знаходиться винний завод.

## Історія
Перші згадки про село датуються 1220 роком. Перше писемна згадка в 1220 р. фіксує село, яке називали Толною,  як власність селян. В наступні століття село було власністю різних магнатів та релігійних організацій. З XVI століття походить перша згадка про місцеве виноградарство. Під час воєн, повстань та епідемій чуми село майже повністю збезлюділо.

Для розвитку спустошених сіл Земплену у XVIII ст. суттєвий вплив має русинська  колонізація. Під час неї знову були заселені спустілі  села центрального Земпліна. Русини з менш родючих районів північно-східної Угорщини почали переїжджати до спустошених сіл Земплін, включаючи Велику Трню. Вони були переважно греко-католицької віри. Завдяки цьому переселенню значно зросла чисельність населення Великої Трні, яка в 1787 р. становила 682 особи, які займались землеробством та виноградарством.

У своєму географічному словнику, опублікованому в 1851 році, Елек Феньєш пише про село: «Надь-Торонія, угорсько-русинське село, у графстві Земплен, недалеко від Земпліна,  246 католиків., 332 греко-католика., 8 євангелістів., 314 реформатів., 30 єврейських садиб. Греко-католицька та реформатська церкви. Його поле - 1215 десятин. Виноградний пагорб виробляє гарне столове вино». Крім цього, славилися фрукти: вишні та сливи.

## Населення
| Рік:            | 1994. | 2004.    | 2014.   | 2024.   |
| --------------- | ----- | -------- | ------- | ------- |
| Кількість осіб: | 539   | 484      | 457     | 443     |
| Різниця:        |       | -10,20 % | -5,57 % | -3,06 % |

| Рік:            | 2023. | 2024.   |
| --------------- | ----- | ------- |
| Кількість осіб: | 448   | 443     |
| Різниця:        |       | -1,11 % |

## Український слід
Греко-католицька церква Святої Трійці, однонефова будівля в стилі класицизму з полігональним закінченням пресвітерії та вежі початку 19 століття. У 1899 році він був розширений шляхом прибудови апсиди на захід. Інтер'єр має склепіння з неглибоким втопленням. Внутрішній інтер'єр має головний вівтар і бічні вівтарі. Фасади церкви гладкі з сегментованими вікнами. Башта розділена опорними рамами і завершена виступом з навершям (банею) в стилі бароко. Сьогодні кількість греко-католиків русинського походження  становить 48% від населення Великої Трні.

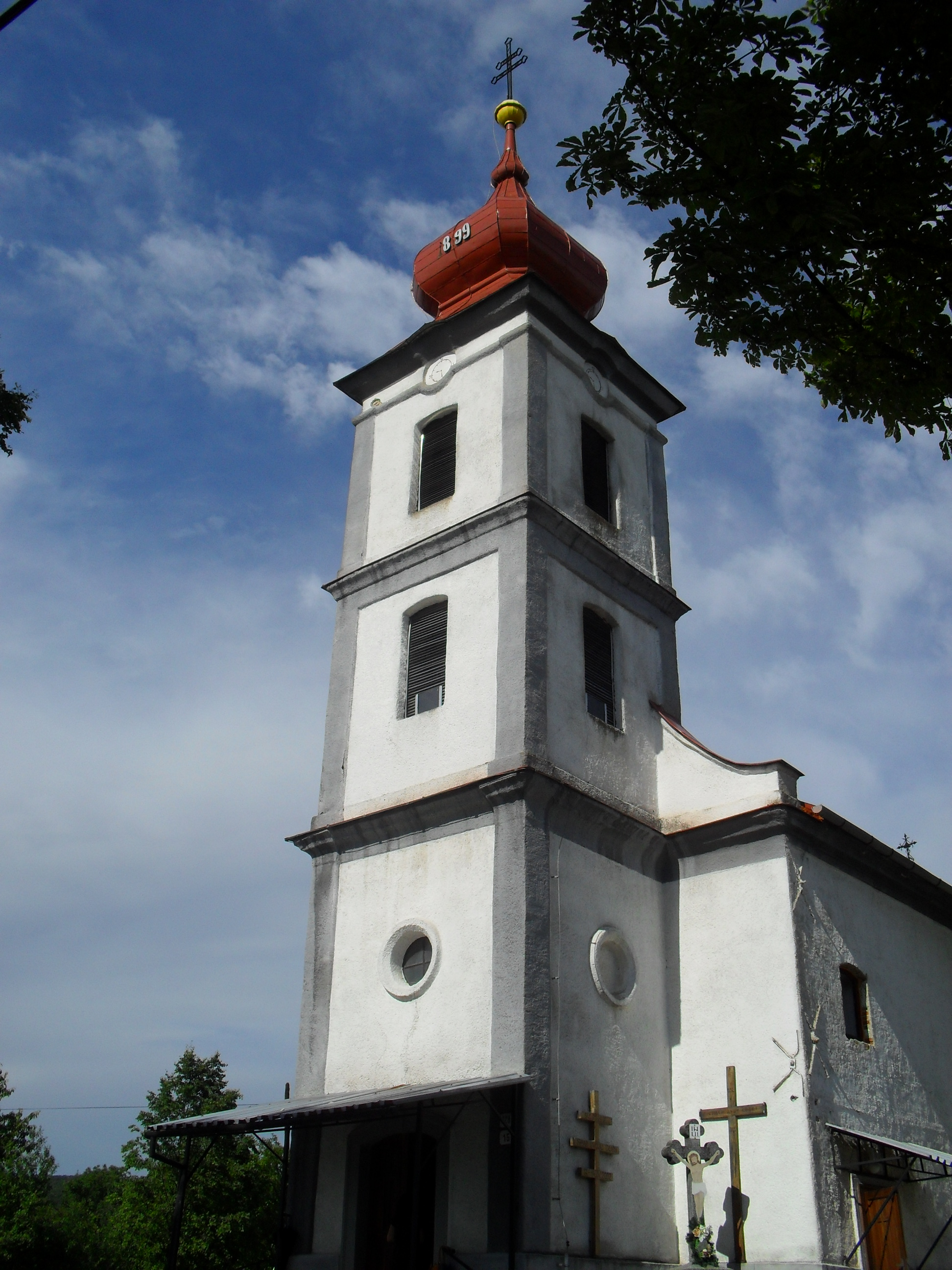